# 王瞻
王 瞻（おう せん、生没年不詳）は、南朝斉から梁にかけての政治家。字は思範。本貫は琅邪郡臨沂県。

## 経歴
廷尉卿の王猷（王曇首の兄の王柳の子）の子として生まれた。12歳のときに父が死去すると、服喪の後に東亭侯の封を嗣いだ。幼い頃は軽薄で、遊びにうつつを抜かして郷里の迷惑の種となったが、成長すると節度をわきまえ、書物を渉猟し、囲碁や弓射を得意とするようになった。
著作佐郎を初任とし、太子舎人・太尉主簿・太子洗馬を歴任した。ほどなく鄱陽内史として出向し、任期を終えると太子中舎人に任じられた。また斉の南海王友となり、まもなく司徒竟陵王従事中郎に転じた。建武元年（494年）、南海王蕭子罕が護軍将軍となると、王瞻はその下で長史をつとめた。また徐州別駕従事史に任じられて出向し、驃騎将軍王晏の下で長史をつとめた。王晏が処刑されると、王瞻は晋陵郡太守となった。王瞻の統治は清廉をきわめ、自らの妻子は飢えと寒さに耐えさせた。永泰元年（498年）、大司馬の王敬則が挙兵して乱を起こし、反乱軍が晋陵郡を通過すると、郡民の多くは王敬則に味方した。王敬則が敗れ、斉の官軍が反乱軍を掃討すると、王瞻は王敬則に味方した郡民に寛容な処分を下すよう願い出た。明帝の許しをえて、命を全うした者が万を数えた。召還されて給事黄門侍郎に任じられ、撫軍建安王長史・御史中丞をつとめた。
中興2年（502年）、蕭衍が霸府を開くと、王瞻は大司馬相国諮議参軍となり、録事を兼ねた。梁台が建てられると、侍中となり、左民尚書に転じた。まもなく吏部尚書となった。吏部で人材の選抜にあたり、推挙した人物の多くは意にかなう人材であった。たいへんな酒好きで、毎日酒を飲んではますます明朗快活となりながら、仕事上の失敗がなかった。蕭衍は王瞻には射・棋・酒の3術があると評した。左軍将軍の位を加えられたが、病のため受けなかった。驍騎将軍を兼ねたが、受けないうちに、死去した。享年は49。諡は康侯といった。
子に王長玄があり、著作佐郎となったが、早逝した。

## 伝記資料
- 『梁書』巻21 列伝第15
- 『南史』巻21 列伝第11